# Circuit Nijvel

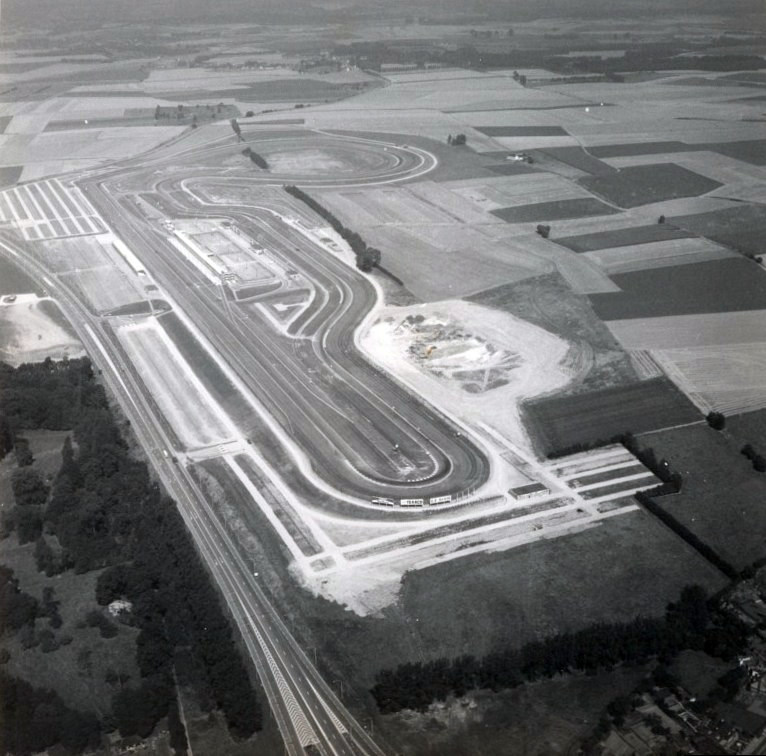
Circuit Nijvel

Het Circuit Nijvel (Circuit Nivelles-Baulers) is een voormalig racecircuit in de Belgische plaats Baulers.
De Grand Prix Formule 1 van België werd in 1972 en 1974 op het Circuit Nijvel gehouden, nadat Spa-Francorchamps te gevaarlijk werd bevonden. Het was aanvankelijk de bedoeling dat het ene jaar de race in Zolder werd gehouden en het andere in Nijvel, ten zuiden van Brussel. Het circuit was kort daarvoor nieuw gebouwd naar een ontwerp van Hans Hugenholtz Sr (toen directeur Circuit van Zandvoort en ontwerper van Zolder, Jarama, Suzuka etc). Het getoonde circuit was fase 1 van een groter ontwerp dat nooit is uitgevoerd. De gronden voor het geheel waren niet op tijd aangekocht en na de bouw van fase 1 waren die gronden veel te duur geworden.
Het circuit was voor zijn tijd zeer modern met ruime uitloopstroken maar daardoor ook erg saai. Ook was het moeilijk de financiën rond te krijgen. Al na het eerste jaar had men grote problemen, en met veel moeite werd in 1974 weer een race gehouden. In 1976 kon men niet voldoende geld bij elkaar krijgen. Daarna zou het nooit meer een Grand Prix ontvangen en raakte het zelfs zijn circuitlicentie kwijt. In 1981 viel het doek definitief.
Beide races die gehouden zijn in Nijvel werden gewonnen door Emerson Fittipaldi. Het circuit heeft jarenlang ongebruikt gelegen maar is recentelijk grotendeels omgebouwd tot industriepark. Er rest nog slechts een klein deel van het oorspronkelijke circuit.